# Хибернация
Хибернацията е състояние на регулирана хипотермия, продължаващо от няколко дена до месеци и позволяващо запазване на енергия при продължителни ниски температури. Характеризира се със забавяне на метаболитните процеси, снижаване на телесната температура и потискане на дишането. Като енергиен резерв по време на хибернационния период служат телесни мазнини, натрупани по време на топлите месеци. Някои животни са в хибернация непрекъснато по време на застудяването, докато други се пробуждат за кратко веднъж седмично.
При влечугите често се споменава за бруминация, но контекстът на значението ѝ се припокрива с индуцирана хибернация. Това състояние се налага при отглеждането на влечуги извън естествената им среда, с цел запазване на естествения ритъм и стимулиране към следващ размножителен сезон.
Хибернацията е характерна както за сухоземни, така и за редица водни животни. Типични примери за хиберниращи животни са прилепите, таралежите, костенурките, змиите, жабите, тритоните и др. Водните животни могат да хибернират, както във водата (европейска блатна костенурка), така и на сушата (водни змии), или е на двете места (тритони).
При мечката хибернацията не е същинска – докато сърдечният ритъм и дишането остават относително забавени, телесната температура не се понижава, а дори може и да се повиши. Подобно е и зимното поведение на язовците, ракуните и опосумите.
Преди изпадането в хибернация, повечето животински видове се хранят в огромни количества и запасяват енергия под формата на телесни мазнини. Навлизането в хебернационен период се дължи на засилена продукция на тиронамини, чийто ефект е понижаване на телeсната температура и потискане на невроналната активност.